# Liste der Kulturdenkmäler in Lütz
In der Liste der Kulturdenkmäler in Lütz sind alle Kulturdenkmäler der rheinland-pfälzischen Ortsgemeinde Lütz aufgeführt. Grundlage ist die Denkmalliste des Landes Rheinland-Pfalz (Stand: 21. September 2023).

## Denkmalzonen
| Bezeichnung                    | Lage             | Baujahr | Beschreibung                                        | Bild                           |
| ------------------------------ | ---------------- | ------- | --------------------------------------------------- | ------------------------------ |
| Denkmalzone Jüdischer Friedhof | In der Kumm Lage | um 1800 | umzäuntes Areal mit 30 Grabstelen, um 1800 angelegt | weitere Bilder Fotos hochladen |

## Einzeldenkmäler
| Bezeichnung                    | Lage                                    | Baujahr                              | Beschreibung | Bild                           |
| ------------------------------ | --------------------------------------- | ------------------------------------ | --- | ------------------------------ |
| Friedhofskreuz                 | Herrengrabstraße, auf dem Friedhof Lage | 19. Jahrhundert                      | neugotisches Friedhofskreuz, 19. Jahrhundert                                                                          | BW                             |
| Wohnhaus                       | Hollstraße 2 Lage                       | 19. Jahrhundert                      | Fachwerkhaus, verputzt, 19. Jahrhundert                                                                               | BW                             |
| Pfarr- und Schulhaus           | Kirchplatz 3 Lage                       | 1739                                 | ehemaliges Pfarr und Schulhaus; Fachwerkbau, teilweise massiv, verputzt und verschiefert, Mansarddach, 1739           | Fotos hochladen                |
| Altes Rathaus                  | Kirchplatz 4 Lage                       | drittes Viertel des 18. Jahrhunderts | Fachwerkbau, teilweise massiv, Krüppelwalmdach, drittes Viertel des 18. Jahrhunderts, Backofen                        | Fotos hochladen                |
| Katholische Kirche St. Maximin | Kirchplatz 5 Lage                       | 1753                                 | barocke Saalkirche, bezeichnet 1753, romanischer Westturm; außen Kreuz, Wegekreuz, zwei Grabkreuze mit Grabplatten    | weitere Bilder Fotos hochladen |
| Wohnhaus                       | Mehlgasse 6 Lage                        | 18. Jahrhundert                      | Fachwerkhaus, abgewalmtes Mansarddach, 18. Jahrhundert                                                                | Fotos hochladen                |
| Wohnhaus                       | Schnellbachstraße 3 Lage                | 1551                                 | Massivbau, teilweise Fenster mit gotischer Laibung, bezeichnet 1551, Fachwerk-Zwerchhaus wohl aus dem 17. Jahrhundert | Fotos hochladen                |
| Hofanlage                      | Schnellbachstraße 25 Lage               | 19. Jahrhundert                      | Hakenhof, 19. Jahrhundert; eingeschossiges Fachwerkhaus, Scheune                                                      | BW                             |
| Wegekapelle                    | nördlich des Ortes Lage                 | 19. Jahrhundert                      | Wegekapelle; kleiner gratgewölbter Saalbau, 19. Jahrhundert                                                           | BW                             |
| Bildstock                      | südlich des Ortes am Lützbach Lage      |                                      | Bildstock; neugotische Christusfigur                                                                                  | BW                             |

## Ehemalige Kulturdenkmäler
| Bezeichnung | Lage             | Baujahr                  | Beschreibung | Bild |
| ----------- | ---------------- | ------------------------ | --- | ---- |
| Wohnhaus    | Mehlgasse 4 Lage | 18. oder 19. Jahrhundert | Fachwerkhaus, teilweise massiv, abgewalmtes Mansarddach, 18. oder 19. Jahrhundert; Gesamtanlage mit Bruchsteinscheune; aus Denkmalliste gelöscht | BW   |